# Rybky
Rybky é um município da Eslováquia, situado no distrito de Senica, na região de Trnava. Tem 5,779 km² de área e sua população em 2019 foi estimada em 419 habitantes.

## Demografia
| Ano:        | 1994 | 2004    | 2014   | 2024   |
| ----------- | ---- | ------- | ------ | ------ |
| Broj ljudi: | 395  | 441     | 456    | 420    |
| Razlika:    |      | +11,64% | +3,40% | -7,89% |

| Ano:               | 2023 | 2024   |
| ------------------ | ---- | ------ |
| Número de pessoas: | 417  | 420    |
| Diferença:         |      | +0,71% |